# Tribalus kovariki
Tribalus kovariki är en skalbaggsart som beskrevs av Vienna 1993. Tribalus kovariki ingår i släktet Tribalus och familjen stumpbaggar. Inga underarter finns listade i Catalogue of Life.